# Blijf (Tot de zon je komt halen)
"Blijf (Tot de zon je komt halen)" is een nummer van de Nederlandse zanger en komiek Paul de Leeuw. Het nummer verscheen op zijn livealbum Symphonica in Rosso uit 2007. Op 27 april van dat jaar werd het uitgebracht als de enige single van het album.

## Achtergrond
"Blijf (Tot de zon je komt halen)" is geschreven door Jan Groenteman en geproduceerd door Pim Koopman en Jeroen Englebert. Het is de titelsong voor de concerten die De Leeuw gaf in het kader van de reeks Symphonica in Rosso. Het rood uit Symphonica in Rosso wordt gesymboliseerd door een ondergaande zon, die tevens de inspiratie vormde voor dit nummer. De singlehoes werd ontworpen door Henk Schiffmacher. De single werd een hit in Nederland: het bereikte de dertiende plaats in de Top 40 en de achtste plaats in de Single Top 100.

## Hitnoteringen

### Nederlandse Top 40
| Hitnotering: 05-05-2007 t/m 16-06-2007 | Hitnotering: 05-05-2007 t/m 16-06-2007 | Hitnotering: 05-05-2007 t/m 16-06-2007 | Hitnotering: 05-05-2007 t/m 16-06-2007 | Hitnotering: 05-05-2007 t/m 16-06-2007 | Hitnotering: 05-05-2007 t/m 16-06-2007 | Hitnotering: 05-05-2007 t/m 16-06-2007 | Hitnotering: 05-05-2007 t/m 16-06-2007 | Hitnotering: 05-05-2007 t/m 16-06-2007 |
| Week                                   | 1                                      | 2                                      | 3                                      | 4                                      | 5                                      | 6                                      | 7                                      |                                        |
| -------------------------------------- | -------------------------------------- | -------------------------------------- | -------------------------------------- | -------------------------------------- | -------------------------------------- | -------------------------------------- | -------------------------------------- | -------------------------------------- |
| Positie                                | 39                                     | 19                                     | 13                                     | 14                                     | 15                                     | 29                                     | 37                                     | uit                                    |

### Single Top 100
| Hitnotering: 05-05-2007 t/m 07-07-2007 | Hitnotering: 05-05-2007 t/m 07-07-2007 | Hitnotering: 05-05-2007 t/m 07-07-2007 | Hitnotering: 05-05-2007 t/m 07-07-2007 | Hitnotering: 05-05-2007 t/m 07-07-2007 | Hitnotering: 05-05-2007 t/m 07-07-2007 | Hitnotering: 05-05-2007 t/m 07-07-2007 | Hitnotering: 05-05-2007 t/m 07-07-2007 | Hitnotering: 05-05-2007 t/m 07-07-2007 | Hitnotering: 05-05-2007 t/m 07-07-2007 | Hitnotering: 05-05-2007 t/m 07-07-2007 | Hitnotering: 05-05-2007 t/m 07-07-2007 |
| Week                                   | 1                                      | 2                                      | 3                                      | 4                                      | 5                                      | 6                                      | 7                                      | 8                                      | 9                                      | 10                                     |                                        |
| -------------------------------------- | -------------------------------------- | -------------------------------------- | -------------------------------------- | -------------------------------------- | -------------------------------------- | -------------------------------------- | -------------------------------------- | -------------------------------------- | -------------------------------------- | -------------------------------------- | -------------------------------------- |
| Positie                                | 12                                     | 13                                     | 8                                      | 12                                     | 11                                     | 16                                     | 24                                     | 27                                     | 42                                     | 85                                     | uit                                    |

### NPO Radio 2 Top 2000
| Nummer met noteringen in de NPO Radio 2 Top 2000 | '07 | '08  | '09 | '10  | '11  | '12  | '13  | '14  | '15  |
| ------------------------------------------------ | --- | ---- | --- | ---- | ---- | ---- | ---- | ---- | ---- |
| Blijf (Tot de zon je komt halen)                 | 353 | 1564 | 616 | 1059 | 1307 | 1692 | 1678 | 1865 | 1976 |

1. ↑  Een vetgedrukt getal geeft de hoogste notering aan.
2. ↑  2007 was het eerste jaar met een notering voor dit nummer.
3. ↑  Deze tabel is bijgewerkt tot en met de laatste editie (2024).